# Stuart Highway

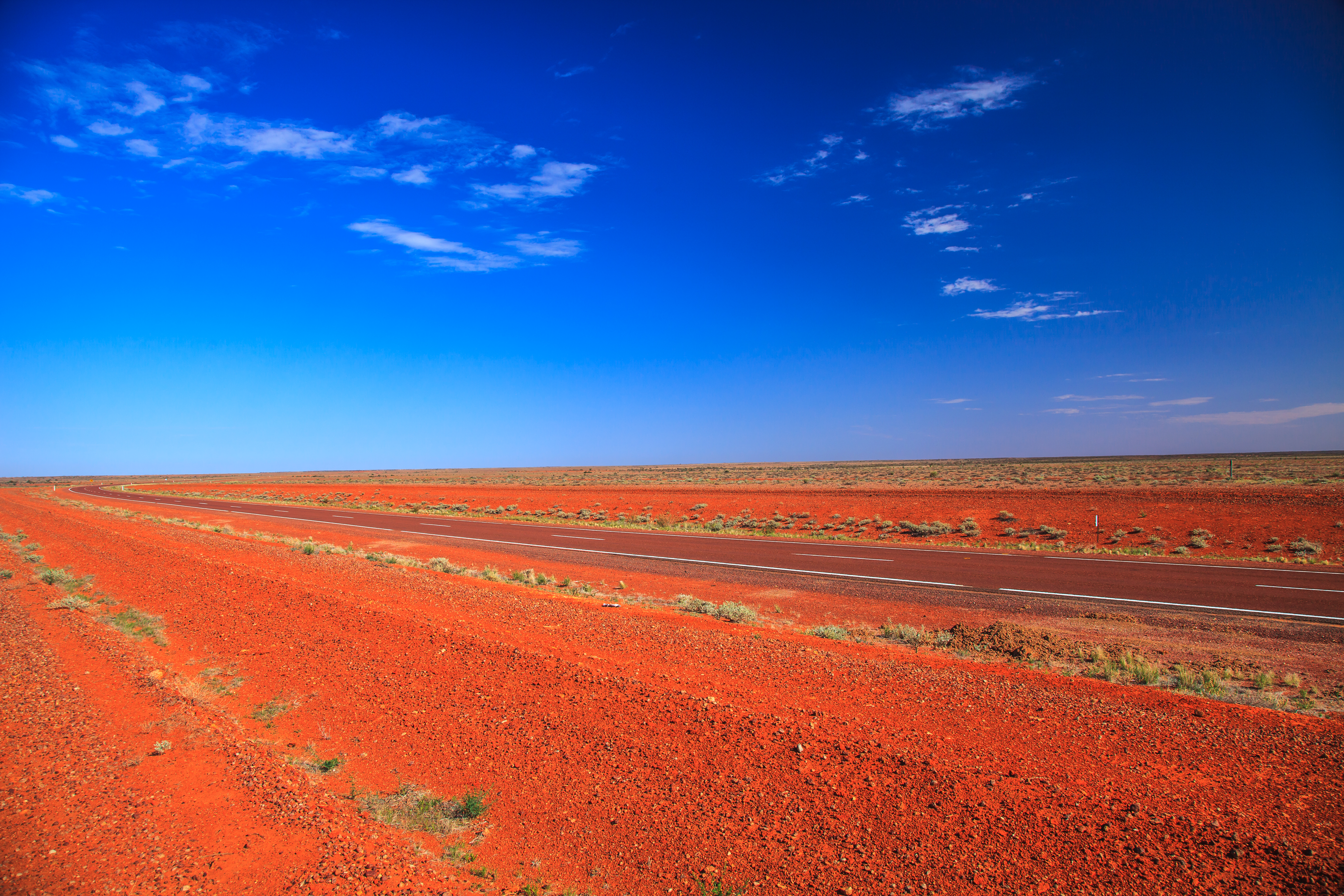
L'autostrada Stuart

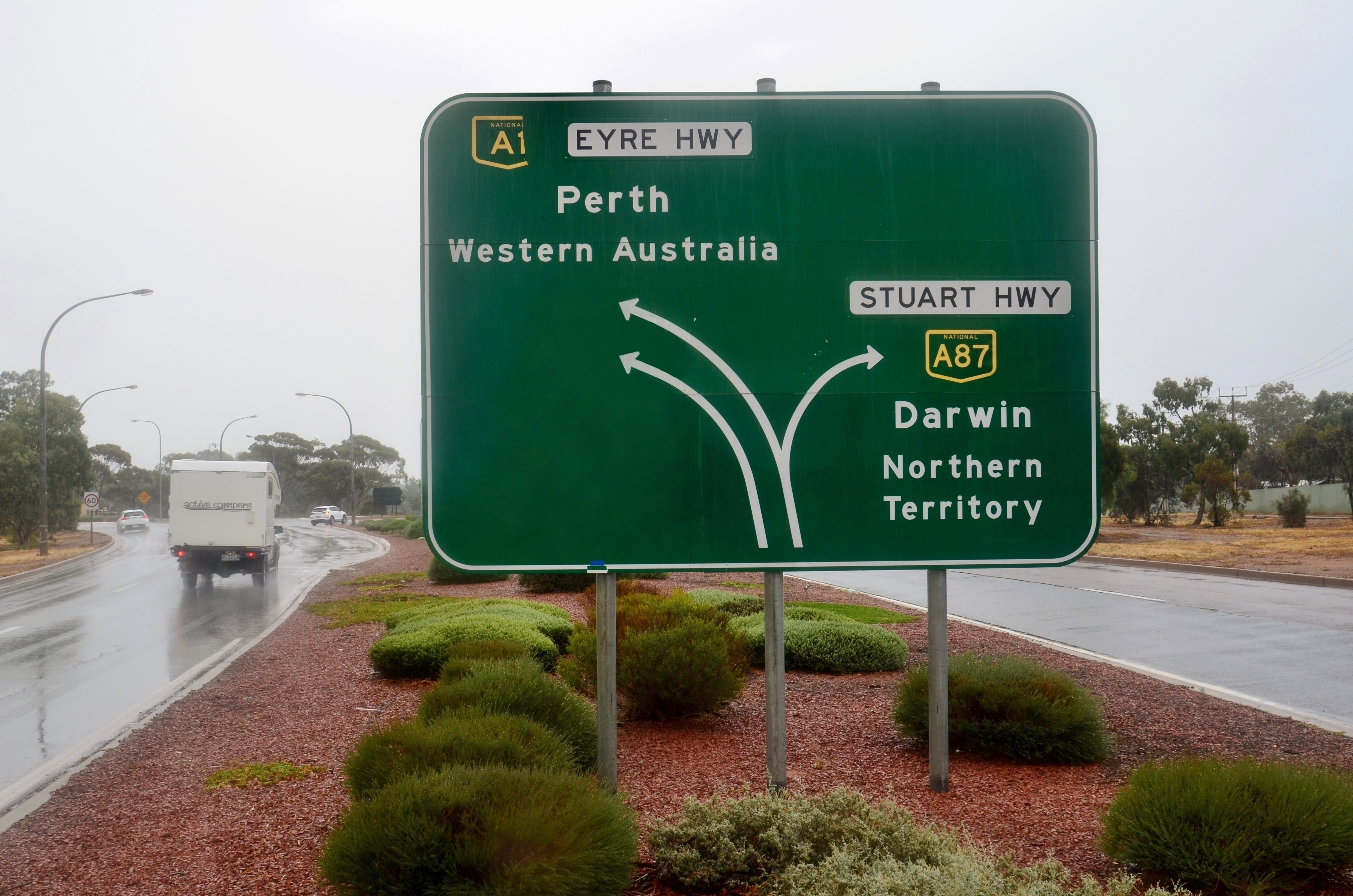
Cartello autostradale

Stuart Highway è una delle più grandi autostrade dell'Australia. Si percorre da Darwin, a nord e attraversa Tennant Creek e Alice Springs fino a Port Augusta nel sud, per una distanza di 2834 km.
Le sue estremità nord e sud sono segmenti dell'autostrada Highway.
L'autostrada prende il nome dell'esploratore scozzese John McDouall Stuart, che fu il primo europeo ad attraversare l'Australia da sud a nord.